# Instituto de Mercadeo Agropecuario

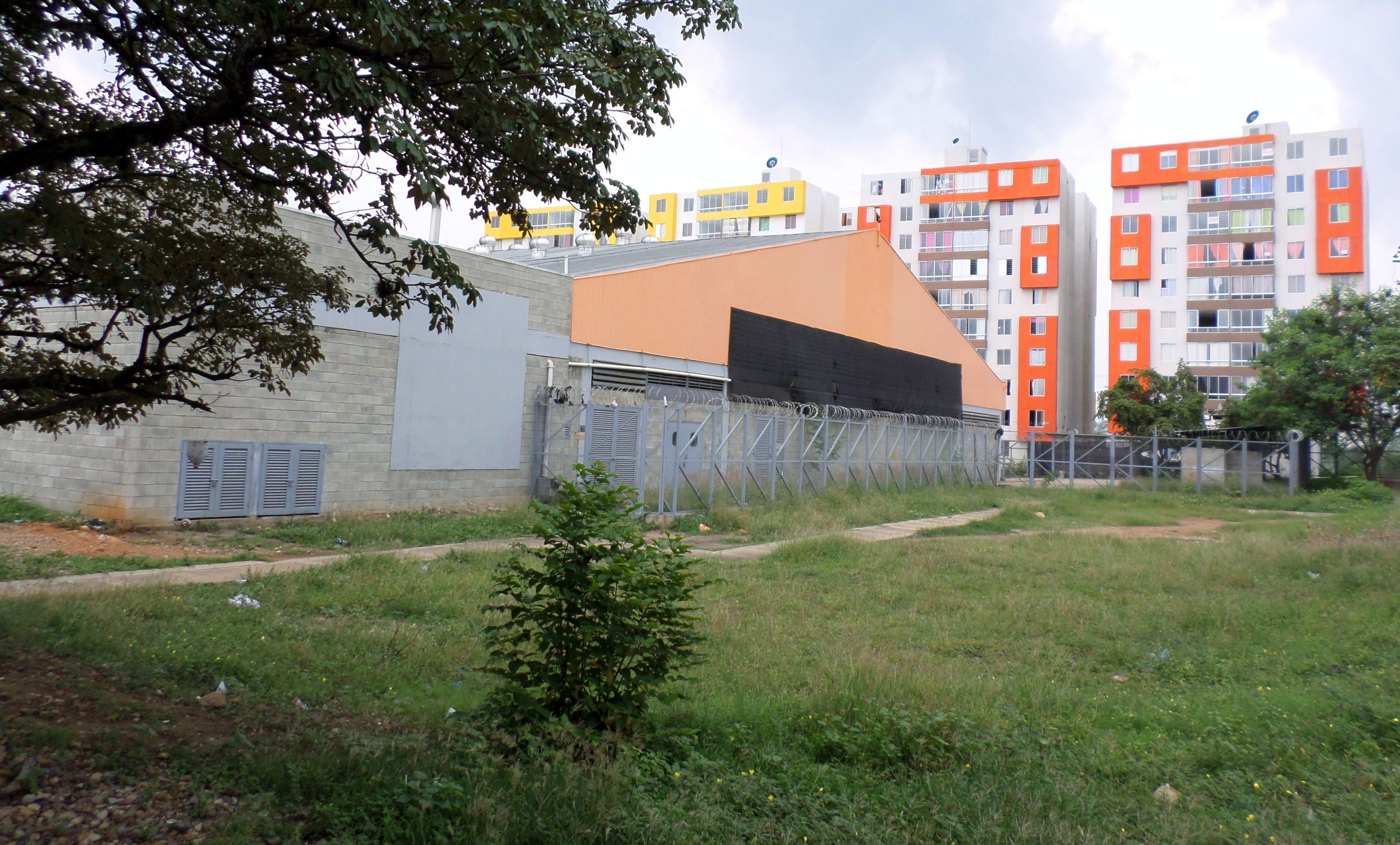
Antiguo Idema en Cúcuta.

El Instituto de Mercadeo Agropecuario (Idema) fue una entidad industrial y comercial estatal de Colombia, creada para regular el mercadeo de productos agropecuarios a través de la compra, venta, almacenamiento, importación y exportación de los mismos. Dotado de personería jurídica, autonomía administrativa y patrimonio propio, vinculado al Ministerio de Agricultura.

## Historia
Creado en 1944 como Instituto Nacional de Abastecimiento (INA) durante el segundo gobierno de Alfonso López Pumarejo, tomó el nombre de Idema tras una reforma en 1968 en el gobierno de Carlos Lleras Restrepo. Siendo reestructurado por decreto ley en 1976 en el gobierno de Alfonso López Michelsen.
En 1990 con las política de la apertura económica del gobierno de César Gaviria, el Idema perdió relevancia y poder, con la pérdida del monopolio de importaciones de alimentos y la falta de financiamiento para los agricultores. Además en 1992 los costos laborales se volvieron insostenibles, entrando en crisis por corrupción, plagas y malos manejos económicos.

### Liquidación
Entre 1994 y 1997 fue liquidado el Idema con la supresión definitiva de la entidad mediante el decreto 1675 de 1997 en el gobierno de Ernesto Samper.

### Refundación
El 18 de marzo de 2024, el gobierno de Gustavo Petro anunció su refundación.

## Funciones
Buscaba proteger la producción nacional y mantener precios rentables para los agricultores frente a la competencia internacional.
- Regular el mercadeo de productos agropecuarios a través de diversas actividades, como la compra, venta, almacenamiento, importación y exportación de los mismos.

- Estímulo a la producción agrícola mediante la compra a precios de sustentación, la estabilización de precios a través de existencias reguladoras y la garantía del abastecimiento mediante la intervención en el mercado nacional e importación de productos deficitarios.[1]